# アフリカンプライド
アフリカンプライドとは、東アフリカのタンザニアで作られる紅茶のブランドである。
無農薬で栽培され、茶葉は手摘みで収穫される。製法はCTC。
東アフリカでは、紅茶栽培が広まったのが20世紀以降と遅く、そのため当時は新しかったCTC製法が普及した。
2002年ドイツで開催のTHE ARCH OF EUROPEでは金賞を受賞。